# بترا دام
بترا دام (بالألمانية: Petra Damm)‏ (20 مارس 1961 - ) هي لاعبة كرة قدم ألمانية في مركز الوسط. شاركت مع منتخب ألمانيا لكرة القدم للسيدات.

## وصلات خارجية
- بترا دام على موقع الاتحاد الدولي (مؤرشف)  (الإنجليزية)
- بترا دام على موقع عالم كرة القدم.نت (الإنجليزية)